# Llazar Lipivani
Llazar Lipivani (ur. 1 czerwca 1923 w Përmecie, zm. 4 kwietnia 1990 w Tiranie) – albański producent filmowy, oficer armii albańskiej. 

## Życiorys
W okresie II wojny światowej działał w ruchu oporu. W 1946 został awansowany na majora Armii Albańskiej. Z armii został skierowany do pracy w ministerstwie finansów, gdzie doszedł do stanowiska wiceministra. Kolejnym stanowiskiem które objął był przewodniczący Komitetu Kultury Fizycznej i Sportu, podległe bezpośrednio prezesowi rady ministrów. W 1958 stanął na czele Studia Filmowego Nowa Albania (alb. Kinostudio Shqiperia e Re), otrzymując zadanie uruchomienia produkcji albańskich filmów fabularnych. Do 1963, kiedy zajmował stanowisko dyrektora studia powstało 4 filmy fabularne. Pogarszający się stan zdrowia spowodował, że został skierowany na leczenie, a następnie mianowany dyrektorem budowy Pałacu Kultury w Tiranie. Do końca swojej aktywności zawodowej był działaczem sportowym. Zmarł wkrótce po przejściu na emeryturę.